# 盾形不等蛤
盾形不等蛤（学名：Anomia cyteum），是莺蛤目银蛤科银蛤属的一种。主要分布于南海，常栖息在潮间带中、下区，泥、沙和岩石质海底，以足丝附着在外物上。